# Nassera Dutour
Pour les articles homonymes, voir Dutour.
Nassera Dutour est une militante franco-algérienne des droits humains.
Elle est la présidente du Collectif des familles de disparu(e)s en Algérie et de la Fédération Euro-Méditerranéenne contre les Disparitions Forcées.

## Biographie
En 1965, alors âgée de 10 ans, sa mère les emmène elle et ses frères et sœurs en Algérie et elle décide de ne pas retourner en France. Une fois installée à Alger avec ses frères et sœurs, Nassera Dutour reprend sa scolarité à l'école primaire, puis elle poursuit ses études secondaires au lycée Pasteur, à Alger, et elle souhaite mener plus tard des études en mathématiques et en sciences physiques.
Cependant, à l'âge de 16 ans, sa mère l'oblige à quitter l'école, car elle estime que sa fille en a déjà assez appris, et qu'elle doit maintenant se consacrer au travail domestique et penser au mariage comme les filles de sa société. En dépit de cette décision, Nassera Dutour s’inscrit tout de même dans un programme de cours à distance, mais le coefficient de l'arabe étant trop important, elle ne peut terminer sa scolarité.
En 1973, alors qu'elle n'a que 18 ans, elle se marie avec son cousin maternel, avec lequel elle a trois enfants. À cause de nombreux problèmes familiaux, elle quitte le domicile conjugal à l'âge de 23 ans, et divorce 4 ans plus tard, en 1983 malgré une farouche opposition de la part de sa mère.
Nassera Dutour intègre la Sonelgaz, en 1981, où elle travaille dans le département informatique.
Il rejoint alors la section de l'UGTA de la Sonelgaz. Elle débute au sein de la commission des œuvres sociales, puis intègre le conseil d'administration, avant d’être élue présidente de cette section syndicale à l'âge de 26 ans.
Alors que l'Algérie est sous l’ère du parti unique, et que les associations sont interdites, Nassera Dutour intègre le groupe des femmes, mouvement clandestin de lutte pour les droits des femmes, et dont les réunions et rassemblements étaient de facto secrets, avec tous les risques qu’engendre le militantisme durant cette ère.
Au milieu des années 80, elle reçoit plusieurs menaces et intimidations à cause de son engagement. En outre, son statut de femme divorcée, dans une société qui reste tout de même relativement conservatrice, intensifie les pressions sociales à son endroit. Une situation qui la pousse à quitter à l'Algérie en 1986.
Quand elle retourne en Algérie pour récupérer ses trois enfants restés avec sa mère, elle se heurte au refus catégorique de son ex-mari de leur accorder une autorisation de sortie du territoire. En effet, le code de la famille algérien, entré en vigueur en 1984, octroie l’autorité parentale uniquement au père.

### Disparition de son fils Amine
Quelques années plus tard, elle tente d'obtenir des visas pour ses enfants devenus adultes pour leur permettre de la rejoindre en France. Si son fils aîné a obtenu un visa, mais de 15 jours seulement, les autorités consulaires françaises refusent à plusieurs reprises de donner un visa à son fils cadet Amine. Deux mois après le dernier refus, Amine est arrêté par des agents de l’État algérien et il est porté disparu à ce jour.
Après la disparition de fils en janvier 1997, Nassera Dutour retourne en Algérie et se lance à la recherche de son fils Amine. Durant de longs mois, elle se rend aux commissariats, casernes, prisons, hôpitaux et dans toutes les morgues du pays afin de trouver son fils, en vain.
Sur sa route, Nassera Dutour fait la rencontre de centaines de personnes ayant subi le même sort. Au gré de ses recherches, elle obtient des informations des familles d’autres jeunes hommes disparus, elle prend des notes, consigne des noms, des dates de naissance. Progressivement, elle répertorie les dates de disparitions, les circonstances, puis  elle envoie toutes ces informations au fur et à mesure à Amnesty International à Londres, et elle retourne en France après tout ce qu'elle a vécu.

### Retour en France
En 1998, Nassera Dutour reprend son travail là où elle l'a arrêté. Elle part à la recherche des familles de disparus présentes en France, et les réunit à la Ligue française des droits de l'Homme (LDH). Elle commence à constituer des dossiers, les plus exhaustifs possible pour chacune des familles de disparus qu’elle rencontre sur sa route. En mai 1998, c'est sous le nom de « Collectif des Familles de Disparus en Algérie » que les familles font leur première apparition publique, lors du centenaire de la LDH, auquel elles sont conviées pour témoigner de leur histoire, mais surtout, de leur combat. C’est lors de cet événement qu’émerge l’idée d’organiser une tournée européenne : Amsterdam, Londres, Bruxelles, Genève, Paris, Lyon, Marseille. Avec le soutien d’Amnesty International, de la LDH et de la Fédération Internationale pour les Droits Humains (FIDH), la délégation, menée par Nassera Dutour rencontre des représentants des ministères des affaires étrangères, des députés, des représentants de différentes institution internationales ainsi que des ONG et de nombreux journalistes. Accompagnée de Madame Benslimane dont la fille a été arrêtée à Alger en 1994 et est portée disparue depuis, et de Maître Mustapha Bouchachi, elle est reçue à la Maison-Blanche par Hillary Clinton, alors Première Dame des États-Unis d'Amérique.
Hébergé dans un premier temps au sein des locaux de la Ligue des droits de l’Homme, le Collectif des Familles de Disparus en Algérie désormais connu sous l'appellation de CFDA s’autonomise et se dote d’une existence juridique en 1999.
De retour en Algérie, Nassera Dutour, accompagnée de sa mère Fatima Yous, fonde le mouvement des mères de disparus : c'est la naissance, en Algérie, de SOS Disparus.
Au début des années 2000, sept Comités locaux de familles de disparus voient le jour à Alger, Oran, Constantine, Blida, Jijel, Sétif et Tiaret. En 2001, Nassera Dutour continue de structurer le mouvement des mères de disparus et ouvre un premier bureau à Alger, dans la discrétion la plus totale dans l'objectif d'offrir à toutes les victimes une assistance dans leurs démarches administratives et judiciaires, mais surtout, un soutien moral et psychologique.
Ce retour en Algérie sera le début d’une longue période d’intensification des menaces et des violences que subiront durant leur parcours militant Nassera Dutour, les mères de disparus, et les membres du CFDA,. Celle-ci atteindra son paroxysme en 2005, lors de la campagne lancée par le CFDA contre la dite Charte pour la paix et la réconciliation nationale. Tandis que la campagne en Algérie a été coupée dans son élan par la violence sans précédent des intimidations et des pressions subies par tous ses membres, Nassera Dutour décide de continuer la campagne à l’échelle internationale. Elle tente d’obtenir gain de cause par la voie diplomatique et le droit international. Elle réitère une tournée européenne, accompagnée de mères de disparus qu'elle fait venir d’Algérie. Leur délégation est reçue par Louise Arbour, Haut Commissaire aux Droits de l’Homme des Nations unies, ainsi que d’autres politiques et publiques. En dépit de tous ces efforts, la charte est finalement adoptée par référendum le 29 septembre 2005 et mise en application par l’ordonnance no 2006-01 en date du 27 février 2006, qui institue l’impunité pour les agents de l’État ayant commis des crimes de disparitions forcées durant la guerre civile.
En voulant clore la page des années 90, Abdelaziz Bouteflika, alors président, nie aux familles de disparus leurs droits à la Justice et à la Vérité.
Le CFDA est membre du réseau EuroMed Droits, de la Fédération Internationale pour les Droits Humains (FIDH), de la Coalition Internationale des Sites de Conscience, de la Coalition Internationale Contre les Disparitions Forcées (ICAED). Le CFDA fait également partie de la Fédération Euro-Méditerranéenne contre les Disparitions Forcées (FEMED), dont Nassera Dutour a participé à la création et dont elle est actuellement la présidente.
En outre, le CFDA a le statut d’observateur devant la Commission africaine des droits de l'homme et des peuples (CADHP). En 2006, l'association a reçu la mention spéciale du Prix des Droits de l'homme de la République française ainsi que le prix de l’Institut International Catalan pour la Paix (ICIP) en 2020. Nassera Dutour a également créé avec le CFDA un Centre de Recherche pour la Préservation de la Mémoire et l’Étude des Droits de l'Homme (CPMDH) à Oran ainsi que la Webradio Radio des Sans Voix, diffusant divers programmes traitant des disparitions forcées, des Droits de l'homme et des problématiques socio-économiques des Algériens et des Algériennes. Nassera Dutour continue le travail quotidien du CFDA de sensibilisation, d’information et de transmission. À ce jour, elle a constitué 5400 dossiers individuels de cas de disparitions forcées à transmettre au Groupe de Travail sur les Disparitions Forcées ou Involontaires des Nations Unies.
En juillet 2025, Nassera Dutour, citoyenne algérienne, est empêchée d’entrer en Algérie alors qu’aucune décision de justice ne justifie ce refoulement.

## Publications
- « Algérie : de la Concorde civile à la Charte pour la Paix et la Réconciliation nationale : amnistie, amnésie, impunité », Mouvements, vol. 53, no 1,‎ 1er avril 2008, p. 144–149 (ISSN 1291-6412, lire en ligne, consulté le 17 juin 2022)
- « « Nous ne pouvons pardonner si on ne nous demande pas pardon », Confluences Méditerranée, vol. 3, no 62,‎ 2007, p. 71-76 (DOI 10.3917/come.062.0071, lire en ligne)

## Prix et Distinctions
- Prix Matoub Lounès contre l’Oubli, 2015[13]
- Prix Oscar Romero des Droits de l'Homme, 2011[14]